# Chile
Chile (hiszp. Chile, [ˈt͡ʃile]), oficjalnie Republika Chile (República de Chile, wym. [reˈpuβlika ðe ˈt͡ʃile], wymowaⓘ) – państwo w Ameryce Południowej, w południowo-zachodniej części kontynentu. Zajmuje powierzchnię 756 102 km², a zamieszkane jest przez 18 549 457 osób (szac. 2023).
Terytorium Chile rozciąga się wąskim pasem na długości około 4300 km, pomiędzy łańcuchem górskim Andów na wschodzie a wybrzeżem Oceanu Spokojnego na zachodzie. Znaczna część kraju jest górzysta. Obejmuje ono także nizinną Dolinę Środkowochilijską, a na północy – pustynię Atakama. Do Chile należą część archipelagu Ziemi Ognistej, wraz z przylądkiem Horn (najbardziej na południe wysunięty punkt obu Ameryk), a także kilka wysp i archipelagów na otwartych wodach Oceanu Spokojnego, m.in. Wyspa Wielkanocna i Juan Fernández. Na wschodzie państwo ma długą granicę lądową z Argentyną, na północy graniczy z Boliwią i Peru. Położony w regionie aktywnym tektonicznie, kraj okresowo nawiedzany jest przez trzęsienia ziemi (w tym największe dotychczas odnotowane na Ziemi w 1960 roku) i tsunami.
Chile jest republiką z systemem prezydenckim. Stolicą i największym miastem kraju jest Santiago. Gospodarka w większej części opiera się na sektorze usługowym, choć znaczącą rolę odgrywają także przemysł i górnictwo. W 2021 roku Chile było 4. co do wielkości gospodarką w Ameryce Południowej; jednocześnie miało najwyższy na kontynencie wskaźnik realnego PKB per capita (25,4 tys. USD/mieszk.). Walutą jest peso chilijskie.
Około 3/4 ludności Chile stanowią Metysi. Pozostali mieszkańcy to w większości osoby pochodzenia europejskiego oraz Mapucze. Językiem urzędowym oraz ojczystym dla zdecydowanej większości mieszkańców jest język hiszpański. W kraju dominuje religia chrześcijańska, a największą grupę wyznaniową stanowią katolicy (60% społeczeństwa).
Terytorium Chile zamieszkane było przez ludność autochtoniczną przez kilka tysięcy lat. Północna część kraju w XV wieku znalazła się pod panowaniem Imperium Inków. W latach 1541–1810 Chile stanowiło część hiszpańskiego imperium kolonialnego, administrowane jako kapitania generalna Chile. Wojna o niepodległość Chile rozpoczęta w 1810 roku zaowocowała ogłoszeniem niepodległości w 1818 roku. Granice kraju kształtowały się przez większą część XIX wieku, m.in. za sprawą zwycięskiej wojny o saletrę przeciw Boliwii i Peru (1879–1883). W 1973 roku w kraju miał miejsce wojskowy zamach stanu, w wyniku którego obalony został demokratycznie wybrany marksistowski rząd Salvadora Allende, a władzę objęła junta pod przywództwem Augusto Pinocheta. Władza demokratyczna przywrócona została po wyborach przeprowadzonych w 1989 roku. Obecnie Chile należy do najstabilniejszych politycznie państw w Ameryce Południowej.

## Geografia

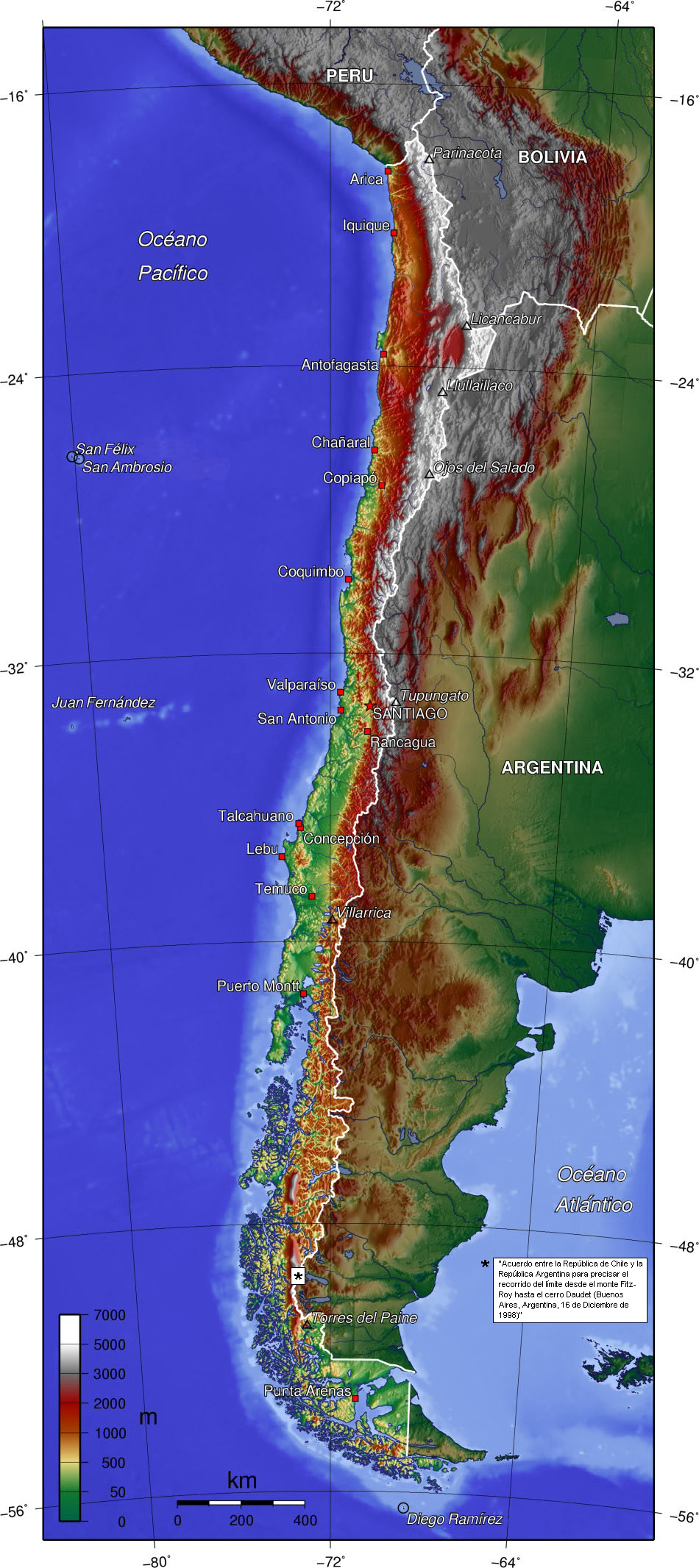

Chile położone jest w południowo-zachodniej części Ameryki Południowej i rozciąga się wąskim pasem wzdłuż wybrzeża o długości 4,3 tys. km. Najdalej na północ wysunięty punkt Chile to styk granic Chile, Peru i Boliwii (17°30′S), a na południe przylądek Horn (55°59′S). Rozciągłość równoleżnikowa kraju w najszerszym miejscu wynosi zaledwie 468 km, a w najwęższym 90 km.
Wybrzeże w północnej i środkowej części państwa ma słabo rozwiniętą linię brzegową, natomiast w południowej części – bardzo dobrze. Do Chile należą liczne wyspy przybrzeżne i wyspy na otwartym oceanie (ok. 3 tys.): Juan Fernández, Wyspa Wielkanocna (jedna z najbardziej oddalonych od innych lądów zamieszkana wyspa na świecie), Sala y Gómez, San Ambrosio, San Félix, Chiloé, Campana, Santa Inés, Chonos.
Powierzchnia całkowita kraju: 756 102 km², z czego 743 812 km² stanowi ląd, pozostałe 12 290 km² – wody śródlądowe.
Chile uważa, że ma prawo do części Antarktydy o powierzchni 1 236 000 km² (Chilijskie Terytorium Antarktyczne). Jest to teren sporny z Argentyną.
- Najwyższy punkt: Ojos del Salado, 6885 m n.p.m.
- Najniższy punkt: Ocean Spokojny, 0 m

Całkowita granica lądowa: 6339 km, długość granicy morskiej: 6435 km.
Długość granic z sąsiadującymi państwami:
- Argentyna 5308 km,
- Boliwia 860 km,
- Peru 171 km

Chile posiada jeden z pięciu ekoregionów śródziemnomorskich na świecie; jego umiarkowane zimy i suche, gorące lata zapewniają idealne warunki dla rolnictwa i innych rodzajów działalności produkcyjnej.

### Klimat
Region północny (od granicy z Peru do 31°S) charakteryzuje klimat zwrotnikowy wybitnie suchy. Zaznacza się wyraźny wpływ zimnego Prądu Peruwiańskiego. Na pustyni Atakama są miejsca, gdzie deszcz nie spadł od ponad 400 lat. Jedynym źródłem wody są tam mgły i rosy.
W regionie środkowym (31–42°S) panuje klimat podzwrotnikowy morski. Opady dominują w porze zimowej (od maja do lipca). Najcieplejszym miesiącem jest styczeń, najchłodniejszym lipiec.
Na południe od 42°S panuje klimat umiarkowany morski z bardzo wysokimi sumami opadów (1000–3000 mm rocznie, a w rejonie Cieśniny Magellana ok. 5100 mm). Mniejsze opady są na wschodnich stokach Andów Patagońskich.
Najdalej na południe wysunięte krańce Chile znajdują się w strefie klimatu subpolarnego.

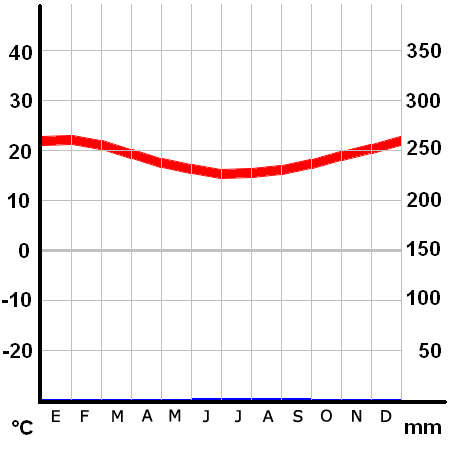
Klimatogram Arica
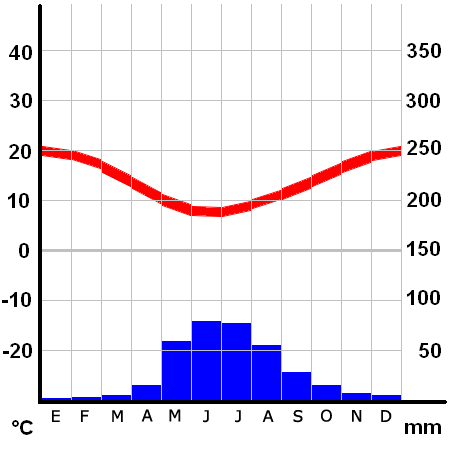
Klimatogram Santiago
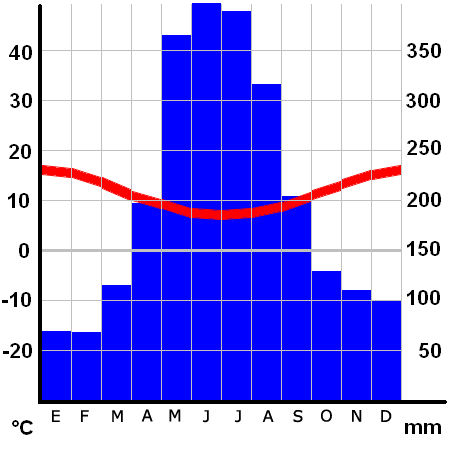
Klimatogram Valdivia
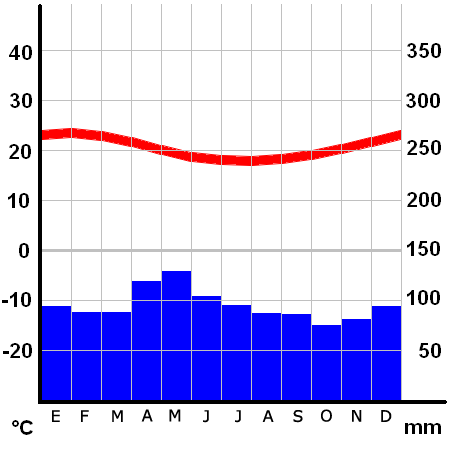
Klimatogram Wyspy Wielkanocnej
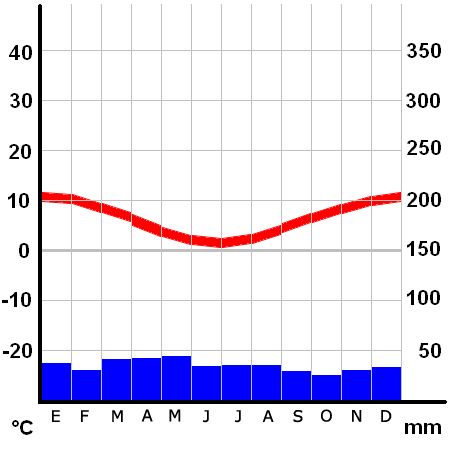
Klimatogram Punta Arenas
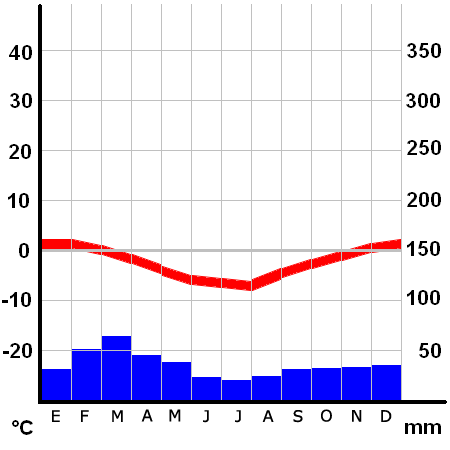
Klimatogram Villa Las Estrellas na Wyspie Króla Jerzego

### Sieć rzeczna
Chile ma bardzo słabo rozwiniętą sieć rzeczną. Jedynym wyjątkiem jest rzeka Loa (440 km) uchodząca do Oceanu Spokojnego, którą wykorzystuje się do irygacji oraz w energetyce.
Najlepiej rozwiniętą sieć rzeczną ma region środkowy, gdzie występują m.in. krótkie rzeki Biobío (380 km) czy Rapel (240 km). Najkrótsze rzeki występują w regionie południowym, ale to one wykorzystywane są w energetyce, ponieważ mają bardzo duże przepływy wody, np. rzeka Baker ma średni przepływ 1500 m³/s.

### Gleby
Na północy Chile występują głównie gleby inicjalne i czerwonobure gleby pustynne. W regionach zasolonych (Salar de Atacama) wykształciły się solończaki. Żyzne gleby aluwialne powstały na równinach stożków napływowych, wymagają one jednak nawadniania. W Andach występują głównie gleby górskie, ale także gleby stepowe powstałe z popiołów wulkanicznych, zawierające dużo próchnicy. Najżyźniejsze gleby są w środkowej części kraju – na obszarach górskich brązowe, szarobrązowe oraz czerwonobrązowe i niekiedy cynamonowe. Dla południowej części Chile charakterystyczna jest obecność gleb torfiastych, brunatnych, lokalnie zbielicowanych i kwaśnych gleb leśnych.

### Flora

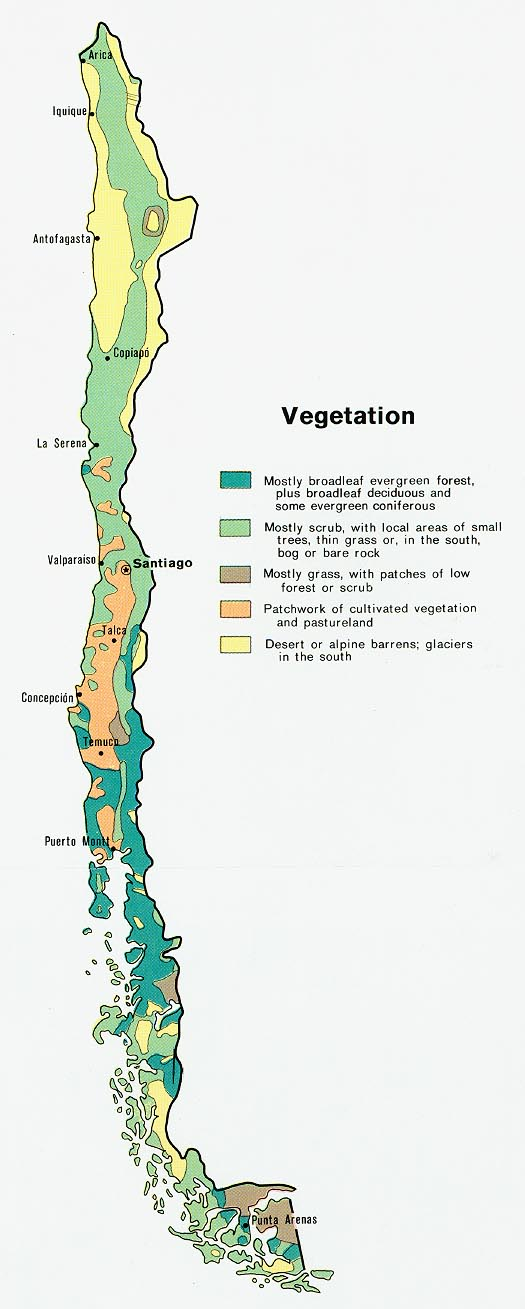
Roślinność Chile

Najuboższa pod względem roślinności jest północ kraju. Brak stałych rzek powoduje, że dominują formacje pustynne i półpustynne. W miejscach występowania mgieł pojawiają się kwitnące na żółto i liliowo szczawiki. Znacznie bogatszy jest świat roślinny w środkowym regionie Chile, gdzie przeważa flora śródziemnomorska. W jej skład wchodzą wiecznie zielone krzewy mattoral i espinales oraz rośliny laurowe. Występują również jubea (palma miodowa; Jubaea chilensis) oraz święte drzewo Indian Mapuczów – canelo (Drimys winteri). W Dolinie Środkowochilijskiej powyżej 1200 m pojawia się cedrzyniec kalifornijski (Calocedrus decurrens), a jeszcze wyżej karłowate buki: Nothofagus antarctica (zwany ñire) i Nothofagus pumilio (zwane lenga). Na obszarach zasobnych w wodę rosną bambusy Chusquea quila, araukarie i Nothofagus. W południowej części Chile do wysokości 500–600 m rosną wiecznie zielone krzewy i drzewa, m.in. lasy waldiwijskie, w strefie 500–1000 m n.p.m. – Nothofagus antarctica i Nothofagus pumilio. Dla wysokości 1000–1200 m charakterystyczne są ficroje cyprysowate oraz buki. Na wysokości 1300–1800 m dominuje berberys, powyżej rozciąga się piętro łąk.

### Fauna
Obszar Chile należy do zoogeograficznej Krainy Neotropikalnej (Region Chilijsko-Patagoński). Na skalistych wybrzeżach kontynentu i wysp żyją liczne gatunki ptaków. W zaroślach trzciny i kamyszu spotkać można pancerniki – są to pancernik włochaty (Chaetophractus villosus) i pancernik mały (Zaedyus pichiy), żółwie i jaszczury oraz pumę i lisa argentyńskiego (Lycalopex griseus) W lasach górskich występują: dzikie koty pampasowe (Oncifelis colocolo). W Andach żyją także lamy i guanako, a w Patagonii nandu. Niezwykle charakterystycznymi dla Chile gryzoniami są – żyjące głównie w półpustynnym, pokrytym zaroślami ekosystemie zwanym matorral – koszatniczki i szynszyle – szynszyla duża (Lagidium peruanum) i szynszyla mała (Chinchilla lanigera). Występuje również grizon patagoński (Lyncodon patagonicus).
Do endemicznych gatunków ptaków należą: cęgosterek chilijski lub brzęczek chilijski (Eulidia yarrellii), krasnogonka długodzioba (Enicognathus leptorhynchus), turko kasztanowaty (Pteroptochos castaneus), turko wąsaty (Pteroptochos megapodius), krytonos białogardły (Scelorchilus albicollis), krytonosek chilijski (Scytalopus fuscus), turniówek rdzaworzytny (Ochetorhynchus melanurus), trzęsiogon pacyficzny (Cinclodes nigrofumosus), ostrogonek duży (Aphrastura masafuerae), koszykarek ciemnosterny (Pseudasthenes humicola), czuprynek wyspowy (Anairetes fernandezianus) oraz przedrzeźniacz chilijski (Mimus thenca). Z pozostałych ptaków występują np. łabędź czarnoszyi (Cygnus melanocoryphus), sępnik różowogłowy (Cathartes aura) i kondor wielki (Vultur gryphus).

### Wybrane parki narodowe
- Rapa Nui (Wyspa Wielkanocna)
- Lauca
- Park Narodowy Bernardo O’Higgins
- Chiloé
- Park Narodowy Llullaillaco
- Torres del Paine
- Pumalin

## Historia
Najstarsze stanowiska archeologiczne (Tagua Tagua, Quereo) wskazują na zamieszkanie obszarów Chile 12 tys. lat temu. Przed przybyciem Hiszpanów tereny obecnego Chile były zamieszkane przez Indian – na północy Ajmarowie, Atacamo i Diaguici, na wybrzeżu Changos, na południu Araukanie, Huillche i Picunche, zaś w Patagonii Chonos.
Około VII–VIII w. obszary północnego Chile objęte były wpływami kultury Tiahuanaco, a w początkach XVI w. zostały włączone do Imperium Inków. W pierwszej połowie XVI w. tereny aż do rzeki Biobío zostały opanowane przez Hiszpanów i włączone do wicekrólestwa Peru. Obszary bardziej na południe pozostały we władaniu Araukanów, którzy utrzymali niezależność do drugiej połowy XIX w. Zapoczątkowany w drugiej połowie XVIII w. wśród Kreolów chilijskich ruch separatystyczny doprowadził do proklamowania w 1818 r. niepodległej republiki z B. O’Higginsem na czele. W 1881 roku, na mocy traktatu z Buenos Aires, do Chile przyłączono zachodnią Patagonię. Natomiast w 1884 roku, dzięki zwycięstwu nad Peru i Boliwią w wojnie o saletrę, państwo zaanektowało całe boliwijskie wybrzeże oraz najdalej na południe wysuniętą nadmorską prowincję Peru z miastami Arica i Iquique.
Kryzys spowodowany I wojną światową położył kres gospodarczej stabilizacji Chile. U progu XX wieku chilijska gospodarka stała się systemem ochrony rządzącej oligarchii. W latach 20. starał się to zmienić reformatorski prezydent Arturo Alessandri Palma z Partii Liberalnej, co uniemożliwiła mu konserwatywna większość parlamentarna. W 1924 roku doszło do przewrotu wojskowego pod dowództwem generała Luisa Altamirano. Pucz zapoczątkował okres niestabilności politycznej, który trwał do 1932 roku, w trakcie którego autorytarną władzę sprawował szereg prezydentów. Najskuteczniejszym z nich okazał się Carlos Ibáñez del Campo, który utrzymał władzę przez sześć lat. Mimo autorytarnego charakteru rządów Chile udało się uniknąć represyjnych metod i korupcji spotykanej w innych krajach Ameryki Łacińskiej. Wraz z porażką reform liberałów oraz zamachem stanu licznie powstawać zaczęły bardzo popularne ruchy marksistowskie. W 1932 roku na krótko powołana została Socjalistyczna Republika Chile z Marmaduke Grove Vallejo na czele, lecz lewicowy rząd wojskowych nie przetrwał nawet roku i upadł na skutek intrygi politycznej. Po upadku lewicowego rządu wojskowego rozpoczęła się era rządów demokratycznych. Władzę początkowo przejęli liberałowie, a w 1938 rząd utworzyła koalicja socjaldemokratów, radykałów (chilijskich liberałów) i komunistów – Front Ludowy, reprezentująca głównie interesy klasy średniej. W 1939 roku doszło do nieudanego puczu zorganizowanego przez nieliczny faszystowski Narodowosocjalistyczny Ruch Chile. W czasie II wojny światowej Chile zachowało status neutralny, a w 1943 roku zerwało stosunki dyplomatyczne z Państwami Osi. Następnie w 1945 przystąpiło do ONZ. Rządy Frontu Ludowego przetrwały do 1952 roku. Na przełomie lat 50. i 60. silnie uwidoczniły się tendencje do przeprowadzenia reform społecznych i gospodarczych, co umożliwiło w 1964 r. przejęcie władzy chrześcijańskim demokratom, głoszącym hasła „rewolucji w wolności”. Reformy jednak zostały uznane przez lewicę za niewystarczające, przez co spotkały się z silną opozycją. W 1970 roku władzę przejęła koalicja partii lewicowych Jedność Ludowa.
W 1970 w wyborach prezydenckich, pomimo wsparcia finansowego kandydatów prawicy ze strony krajowych i zagranicznych koncernów, zwyciężył kandydat centrolewicowej koalicji Jedność Ludowa, Salvador Allende Gossens, który przystąpił do realizacji programu chilijskiej drogi do socjalizmu. Przeprowadził on szereg radykalnych reform, m.in. wywłaszczając amerykańskich właścicieli kopalń miedzi. Uformowano rząd składający się z socjaldemokratów, odłamu chadecji, liberałów i komunistów, a więc partii tworzonych w pewnej mierze przez klasę średnią. Po pierwszym roku rządów centrolewicy osiągnięto wzrost gospodarczy, ograniczono inflację i bezrobocie, wzrosła redystrybucja dochodów i konsumpcji. Znacznie zwiększyły się wynagrodzenia, zmniejszono podatki i wprowadzono bezpłatną dystrybucję niektórych produktów pierwszej potrzeby. Po raz pierwszy do państwowego systemu ubezpieczeń pracy włączono takie grupy jak inwalidzi czy osoby starsze. Najbiedniejsi skorzystali z wdrażanego przez rząd programu rozprowadzenia darmowej żywności wśród potrzebujących. Zamrożono czynsze i ceny, znacjonalizowano przemysł miedziowy (będący własnością USA), obniżono wiek wyborczy do lat 18 i uruchomiono program reformy rolnej. W ramach pomocy dla przedsiębiorstw, w celu wspierania małych przedsiębiorców zwolniono z podatków kapitałowych najmniejsze przedsiębiorstwa. Rząd głosił amnestię dla więźniów politycznych, a także wprowadził większe prawa dla społeczności indiańskich. Jeszcze przed dojściem centrolewicy do władzy powstały terrorystyczne organizacje skrajnej prawicy. 22 października 1970 członkowie takiej grupy dokonali zamachu na dowódcę armii, Rene Schneidera. Zamach miał nie dopuścić do władzy kandydata centrolewicy. Interwencja USA, które finansowało akcje opozycji, tj. strajki i konflikt wewnętrzny, a także inne czynniki doprowadziły do wewnętrznego chaosu i pogorszenia się sytuacji gospodarczej Chile.

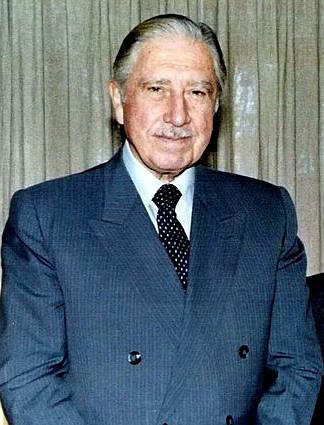
Augusto Pinochet, wojskowy dyktator rządzący do początku lat 90.

W 1973 jednostki wojskowe z gen. Augusto Pinochetem na czele, w wyniku zamachu stanu ustanowiły rządy junty wojskowej, wprowadzając radykalną politykę ekonomiczną (zasady wolnego rynku) i zwalczając wewnętrzną opozycję (ofiarami terroru padły tysiące osób). Kryzysy i narastający chaos sprowokowały w kraju wybuch walk partyzanckich. Narastający w latach 80. sprzeciw wobec rządów junty zmusił Pinocheta do zorganizowania w 1988 narodowego referendum, które odrzuciło jego kandydaturę na kolejną kadencję prezydencką. W wyborach prezydenckich w 1989 r. zwyciężył polityk chadecki Patricio Aylwin (Azócar), który przywrócił rządy cywilne. Pinochet zachował (do 1997) stanowisko głównodowodzącego sił zbrojnych, z prawem wyznaczenia następcy. Kolejne wybory, w 1993 roku, wygrał ponownie kandydat chadecki – E. Frei Ruitz-Tagle. 17 października 1998 r. Pinochet został zatrzymany w Wielkiej Brytanii na wniosek władz hiszpańskich, które wystąpiły o jego ekstradycję.
27 lutego 2010 Chile nawiedziło silne trzęsienie ziemi o magnitudzie 8,8 stopnia w skali Richtera.

## Demografia

Struktura liczby ludności według wieku

Chile jest szóstym co do liczebności państwem Ameryki Południowej (16,9 mln mieszkańców). Gęstość zaludnienia wynosi 21,7 osób na km². Współczynnik przyrostu naturalnego kształtuje się w okolicach 1,2%.

### Grupy etniczno-rasowe
W 2009 r. Chile miało około 16 970 000 mieszkańców. 52,7% Chilijczyków stanowili biali, 39,3% metysi – a więc potomkowie Indian i białych – a 8% Indianie. Większość ludności indiańskiej stanowili Araukanie. Na duży udział białych w populacji miały wpływ kolejne fale imigrantów, do kraju przybywali m.in. Hiszpanie, Włosi, Irlandczycy, Francuzi, Grecy, Niemcy, Anglicy, Szkoci, Chorwaci, Żydzi. Pewien procent Chilijczyków to biali pochodzenia pozaeuropejskiego, około 500 tysięcy Chilijczyków stanowią osoby pochodzenia palestyńskiego. Badania genetyczne wskazują ponadto, że szacunkowo 6,3% Chilijczyków miało wśród przodków ludzi rasy czarnej.
Odmiennym etnicznie i rasowo regionem jest Wyspa Wielkanocna, gdzie Polinezyjczycy stanowią 70% mieszkańców.

### Języki
Dominuje język hiszpański, niemniej nie jest on językiem ojczystym dla 2 mln mieszkańców kraju. W Chile ludność lokalnie posługuje się językiem mapudungun, językiem keczua, językiem rapanui oraz kilkoma innymi. Część Chilijczyków pochodzenia niemieckiego posługuje się na co dzień językiem niemieckim.

### Religia

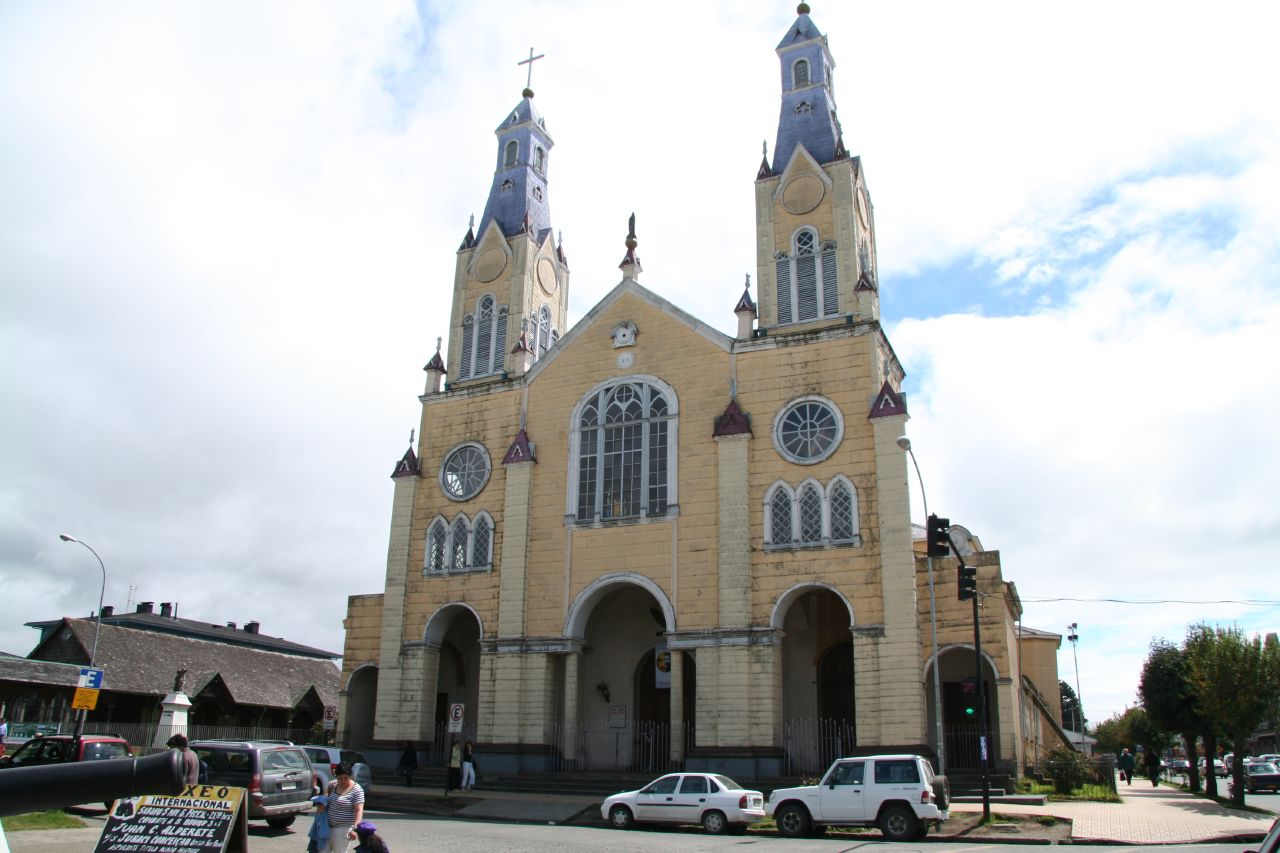
Kościół katolicki w Castro

W 1999 roku uchwalono Ustawę o Swobodzie Kultu, która pozwoliła różnym grupom religijnym (w tym kościołom ewangelikalnym) uzyskać osobowość prawną na mocy prawa publicznego.
Według szacunków Krajowego Biura ds. Wyznań (ONAR) z 2018 r. 60% populacji identyfikuje się jako katolicy, a około 18% jako ewangelikalni. Według badania przeprowadzonego przez Pew Research Center w 2014 roku, odsetek niewierzących wynosi 16%, co czyni Chile drugim po Urugwaju najbardziej świeckim państwem Ameryki Łacińskiej. Rosnący brak zainteresowania religią tłumaczony jest urbanizacją (z 42,6% w 1950 r. do 89% w 2010 r.) i wynikającym z niej wzrostem gospodarczym.
Większość ewangelikalnych i protestantów w Chile to zielonoświątkowcy. Istnieje także ponad 100 tys. członków Kościoła Adwentystów Dnia Siódmego, oraz wiele mniejszych ugrupowań protestanckich. 
Kościół Jezusa Chrystusa Świętych w Dniach Ostatnich (mormoni) twierdzi, że posiada ponad 600 tys. wyznawców (3,2% populacji), co jest najwyższym odsetkiem w krajach Ameryki Południowej.

## Edukacja
Chile cechują wysoki poziom edukacji i jeden z najniższych na kontynencie wskaźnik analfabetyzmu (4% ludności powyżej 15 roku życia). Nauka w szkołach podstawowych trwa 8 lat, jest obowiązkowa i bezpłatna.

## Polityka

### Ustrój polityczny
Chile jest republiką. Konstytucję uchwalono ostatecznie 11 marca 1981 (ze zmianami w 1989, 1991, 1997, 1999, 2000, 2003 i 2005) a pierwsza jej wersja została opracowana 11 września 1980 roku. Głową państwa jest prezydent, wybierany w wyborach powszechnych na 4-letnią kadencję (bez prawa do natychmiastowej reelekcji). Obecnie prezydentem jest Gabriel Boric. Prezydent mianuje członków rządu, którego jest szefem, ma prawo wprowadzić stan wyjątkowy na 20 dni, mianuje kilku senatorów, jest przewodniczącym Krajowej Rady Bezpieczeństwa, ma inicjatywę ustawodawczą. Poprawka z 1989 do konstytucji pozbawiła prezydenta prawa rozwiązania parlamentu. Rozszerzyła także skład Krajowej Rady Bezpieczeństwa o 1 członka – kontrolera generalnego. Władzę ustawodawczą sprawują 2-izbowy Kongres Narodowy: Izba Deputowanych (Cámara de Diputados), wybierana w wyborach powszechnych na 4 lata, oraz Senat, o kadencji 8-letniej (co 4 lata połowa składu ulega odnowieniu), w większości wybierany w wyborach powszechnych i bezpośrednich, częściowo mianowany przez prezydenta, Sąd Najwyższy i Krajową Radę Bezpieczeństwa (senatorami są dożywotnio wszyscy byli prezydenci). Władzę wykonawczą sprawują prezydent i odpowiedzialny przed nim rząd.

### Partie polityczne
- Niezależna Unia Demokratyczna (Unión Demócrata Independiente, UDI) – prawicowa
- Chrześcijańsko-Demokratyczna Partia Chile (Partido Demócrata Cristiano) – centrowa
- Odnowa Narodowa (Renovación Nacional) – centro-prawicowa
- Partia dla Demokracji (Partido Por la Democracia, PPD) – centro-lewicowa
- Socjalistyczna Partia Chile (Partido Socialista de Chile, PSCh) – lewicowa
- Socjaldemokratyczna Partia Radykalna (Partido Radical Socialdemócrata) – centro-lewicowa
- Komunistyczna Partia Chile (Partido Comunista de Chile) – skrajnie lewicowa
- Regionalna Partia Niezależnych (Partido Regionalista de los Independientes) – centrowa
- Partia Postępu (Chile) (Partido Progresista) – centro-lewicowa
- Partia Humanistyczna (Chile) (Partido Humanista) – lewicowa

### Podział terytorialny
15 regionów:
- Antofagasta
- Araukania
- Arica y Parinacota
- Aisén
- Atacama
- Biobío
- Coquimbo
- Libertador
- Los Lagos
- Los Ríos
- Magallanes
- Maule
- Metropolitana (Santiago)
- Tarapacá
- Valparaíso

Regiony Chile

Chile rości sobie prawa do fragmentu Antarktydy (patrz mapka).

### Siły zbrojne
Chile dysponuje trzema rodzajami sił zbrojnych: wojskami lądowymi, marynarką wojenną (Armada de Chile) oraz siłami powietrznymi. Uzbrojenie sił lądowych Chile składało się w 2014 roku z: 305 czołgów, 2346 opancerzonych pojazdów bojowych, 48 dział samobieżnych oraz 16 wieloprowadnicowych wyrzutni rakietowych. Marynarka wojenna Chile dysponowała w 2014 roku: 14 okrętami obrony przybrzeża, 8 fregatami oraz 4 okrętami podwodnymi. Chilijskie siły powietrzne z kolei posiadały w 2014 roku uzbrojenie w postaci m.in. 43 myśliwców, 105 samolotów transportowych, 63 samolotów szkolno-bojowych oraz 86 śmigłowców.
Wojska chilijskie w 2014 roku liczyły 60,6 tys. żołnierzy zawodowych oraz 82 tys. rezerwistów. Według rankingu Global Firepower (2014) chilijskie siły zbrojne są 58. siłą militarną na świecie, z rocznym budżetem na cele obronne w wysokości 5,5 mld dolarów (USD).

## Gospodarka

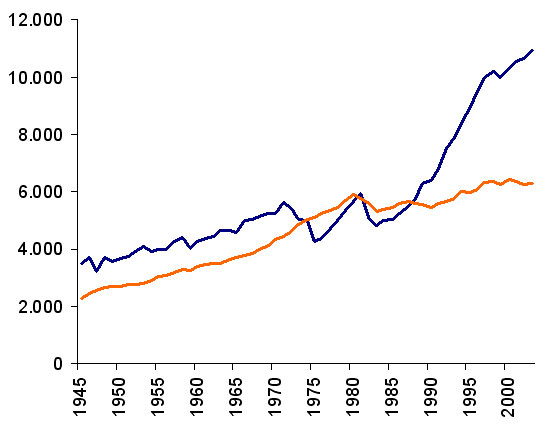
Wykres PKB per capita dla Chile (niebieska linia) i Ameryki Południowej (pomarańczowa linia)

Chile jest jednym z najlepiej rozwiniętych gospodarczo państw Ameryki Południowej, o produkcie krajowym brutto 14 900 dolarów na mieszkańca (2008) i o wysokim średniorocznym tempie wzrostu produktu krajowego brutto – 7% w 1985–1989 (10,0% w 1989). Jest jednocześnie jednym z najmniej zadłużonych państw Ameryki Południowej i 141. pod tym względem na świecie. W 2004 roku zadłużenie zagraniczne wynosiło 44,6 mld $.

### Przemysł

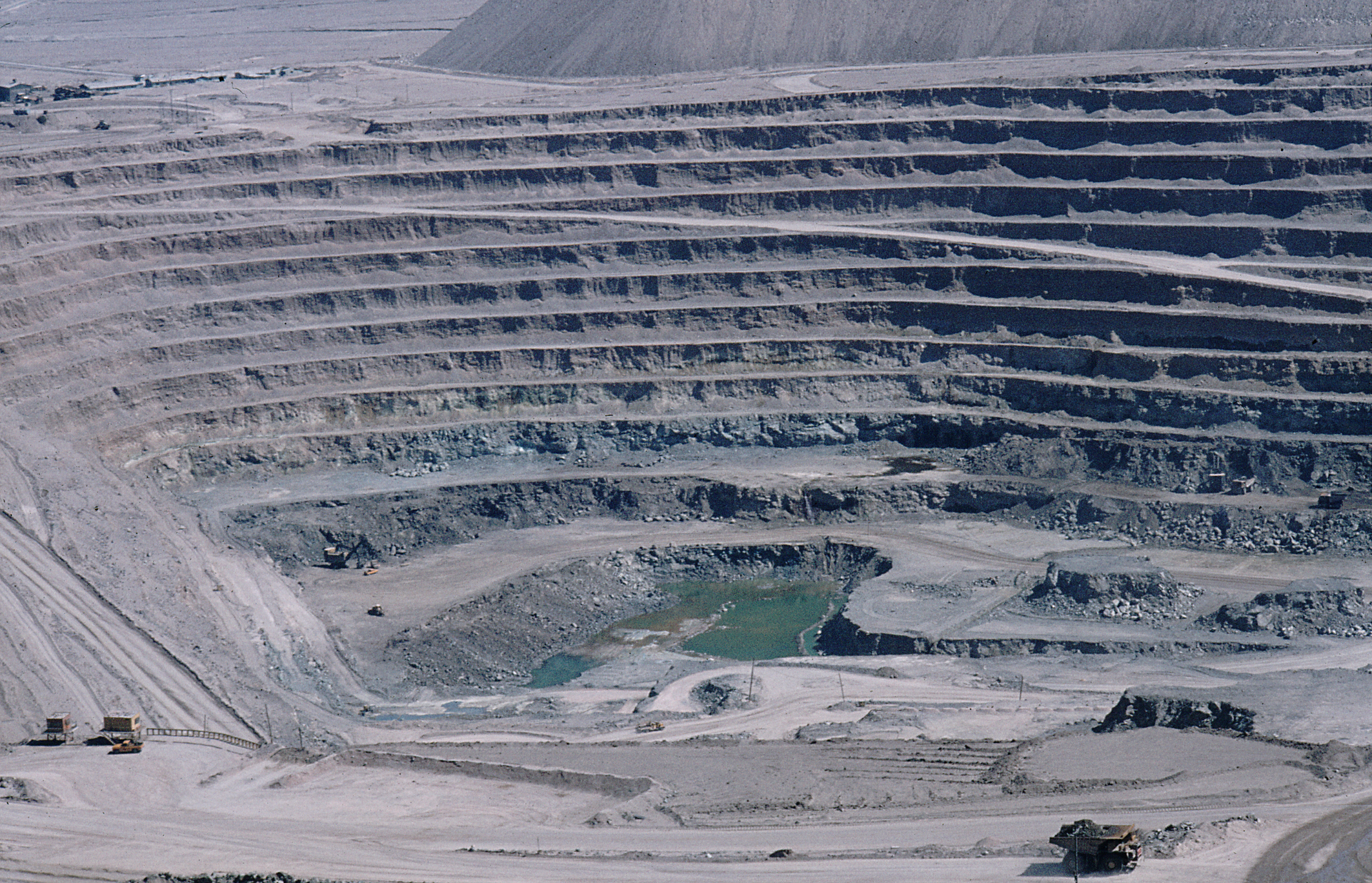
Kopalnia w Chuquicamata

Podstawą gospodarki są przemysł (z dużym udziałem górnictwa) oraz rolnictwo. Wydobywa się rudy miedzi (1. miejsce na świecie, 30% światowego wydobycia m.in. w Chuquicamata, Potrerillos, El Teniente), cynku, molibdenu, żelaza, nitratyn (saletra chilijska 1. miejsce, głównie w północnym Chile), boraks, złoto, srebro, ropę naftową i gaz ziemny (południowe Chile i Ziemia Ognista), węgiel kamienny, węgiel brunatny.
13 października 2010 rozpoczęła się bezprecedensowa akcja ratunkowa w kopalni miedzi i złota w Copiapo, mająca na celu wydobycie 33 górników, po 69 dniach spędzonych ponad 600 metrów pod ziemią.
Produkcja energii elektrycznej: 60,6 mld kWh (2007). Główne gałęzie przemysłu przetwórczego: spożywczy (mięsny, cukrowniczy, młynarski, winiarski), włókienniczy (zwłaszcza bawełniany, głównie w Tomé, Concepción, Valparaíso), chemiczny, hutnictwo miedzi (Chuquicamata, Potrerillos) i żelaza oraz rafinerie ropy naftowej, przemysł maszynowy, cementowy, papierniczy, skórzany.
Główne źródła zanieczyszczeń przemysłowych związane są z wytapianiem miedzi w Chuquicamata (22°32′S, 68°92′W), Potrerillos (26°43′S, 69°47′W), Noranda (23°98′S, 70°07′W) i w Paipote (27°42′S, 70°25′W).

## Transport
Główne porty lotnicze mieszczą się w Santiago (Port lotniczy Santiago de Chile) oraz Arica (Aeropuerto Internacional Chacalluta), natomiast główne porty morskie w Valparaíso, Talcahuano, San Antonio i Antofagasta. W roku 2001 przeładunek portów wyniósł 52 mln ton. W Chile jest 16 080 km dróg utwardzonych, 407 km autostrad (2001). Długość linii kolejowych wynosi 6585 km (2003). W Chile jest 1003 km ropociągów i 2625 km gazociągów (2004).

## Literatura
Chilijczycy mają dwoje laureatów Literackiej Nagrody Nobla – Gabrielę Mistralę i Pablo Nerudę. Znanymi pisarzami są także Gonzalo Rojas, Concha Zardoya, Isabel Allende, Luis Sepúlveda, José Donoso i Roberto Bolaño.